# جيسيكا هارت
جيسيكا هارت (ولدت في 26 مارس 1986) عارضة أزياء أسترالية ظهرت 2009 في مجلة سبورتس اليستريتد سويم سووت ايشيوز . وعلى غلاف مجلة فوج في النسخة الأسترالية.

## روابط خارجية
- جيسيكا هارت على موقع IMDb (الإنجليزية)
- جيسيكا هارت على موقع قاعدة بيانات الفيلم (الإنجليزية)
- جيسيكا هارت على موقع دليل عارضات الأزياء (الإنجليزية)
- جيسيكا هارت نسخة محفوظة 27 فبراير 2009 على موقع واي باك مشين. في سبورتس اليستريتد سويم سووت ايشيوز
- Jessica Hart Profile on Australian Fashion Review